# فرانسوا دولاروش
فرانسوا دولاروش (1780-1813) (بالإنجليزية: François Delaroche)‏ هو عالم نبات سويسري.